# Qingshui (Taichung)

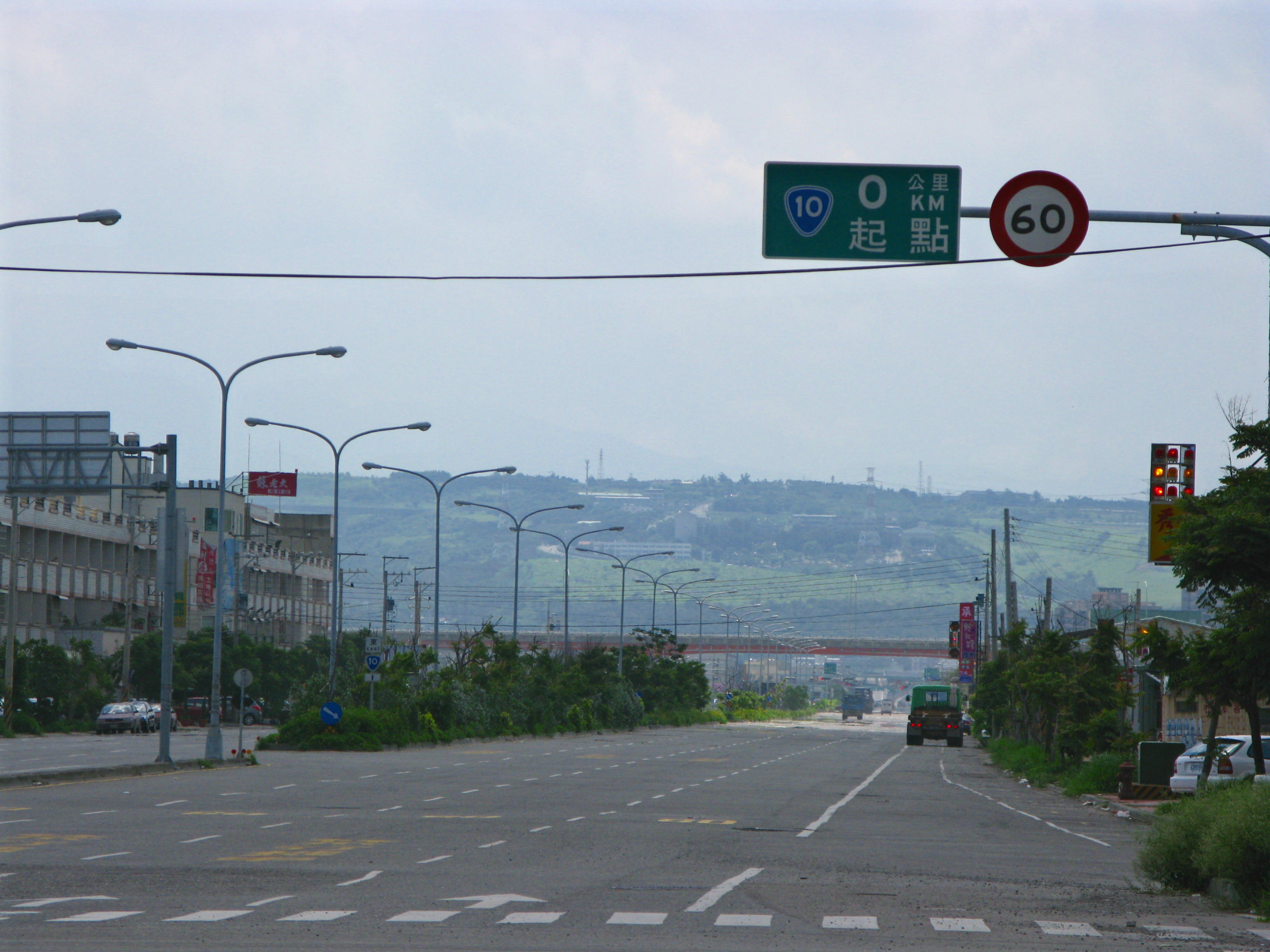
District de Qingshui

Qingshui ou le district de Qingshui (Chinois:淸水區; pinyin: Qīngshuǐ Qū), également orthographié district de Chingshui, est un district périurbain et côtier dans l'ouest de la municipalité de Taichung à Taïwan.

## Géographie
Il est situé dans la plaine de Qingshui à Taïwan. Il borde le détroit de Taiwan à l'ouest, la rivière Dajia au nord et le plateau de Dadu à l'est. Le district partage ses frontières avec ceux de Da'an, Dajia et Waipu au nord, ceux de Shengang à l'est, puis ceux de Wuqi et de Shalu au sud.

## Histoire
La première trace d'humains vivant dans cette région remonte à 4000 ans au cours du Néolithique. Le site archéologique est conservé sur le site de Niumatou. Avant l'afflux des Chinois Han, cette région était connue sous le nom de Gomach (牛 罵 頭) par le peuple Papora .
Sous la dynastie Qing, l'empereur Kangxi ouvrit la zone à la colonisation chinoise. Les deux plus grandes familles qui s'installèrent dans cette région étaient les Yang et les Tsai. Aujourd'hui, ces deux noms de famille restent les noms de famille les plus importants à Qingshui.
Au cours de la période de la colonisation japonaise, le nom fut changé en Ville de Kiyomizu (淸水街), qui était administrée sous le district de Taikō au sein de la préfecture de Taichu.
Après l'arrivée des nationalistes, le nom japonais fut conservé mais avec la prononciation chinoise Qingshui Township. À l'origine, le canton était situé dans le comté de Taichung, avant que cette dernière ait fusionné avec la municipalité de Taichung pour former en 2010 une municipalité spéciale. Enfin, à la suite de cette réforme administrative, la dénomination du "canton" changea en "district".

## Démographie
- Population: 86 131 hab. (janvier 2023)
- Densité: 1 342 hab/km²

## Attractions touristiques
- Zone humide de Gaomei : zone marécageuse de 701 acres formée lors de la construction d'un remblai pour le port de Taichung, provoquant le dépôt des sédiments de la rivière Dajia dans cette zone.
  - Phare de Gaomei
- Site de Niumatou : site archéologique néolithique datant d'il y a 4000 ans.
- Centre artistique du port de Taichung
- Port de pêche de Wuqi
- Temple Ziyun : temple bouddhiste dédié à Mazu, déesse de la mer, datant de 1750 apr. J.-C.

## Transport
Le district de Qingshui est desservi par les gares TRA de Qingshui et du port de Taichung.
Qingshui est desservi par les routes nationales suivantes :
- Autoroute nationale 3
- Autoroute nationale 4
- Route provinciale 1
- Route provinciale 10
  - Route provinciale 10B, une branche de la route provinciale 10
- Route provinciale 17
- Route provinciale 61